# Shimoji Sho
Sho Shimoji (sinh ngày 2 tháng 8 năm 1985) là một cầu thủ bóng đá người Nhật Bản.

## Sự nghiệp câu lạc bộ
Sho Shimoji đã từng chơi cho Sagan Tosu.